# سوفی دو رونشی
سوفی دو رونشی (به فرانسوی: Sophie de Ronchi) (زادهٔ ۲۴ سپتامبر ۱۹۸۵) شناگر اهل فرانسه است.